# Пада
Па́да (эст. Pada) — деревня в волости Виру-Нигула уезда Ляэне-Вирумаа, Эстония.

## География и описание
Расположена на берегу реки Пада, в 20 километрах к северо-востоку от уездного центра — города Раквере — и в 2 километрах к югу от волостного центра — посёлка Виру-Нигула. Высота над уровнем моря — 60 метров.
Климат умеренный. Официальный язык — эстонский. Почтовый индекс — 44023.

## Население
По данным переписи населения 2021 года, в Пада насчитывалось 58 жителей, из них 55 (94,8 %) — эстонцы.
По данным переписи населения 2011 года, в деревне проживали 38 человек, из них 36 (94,7 %) — эстонцы.
Численность населения деревни Пада по данным Департамента статистики: 
| Год  | 2000 | 2011 | 2017 | 2018 | 2019 | 2020 | 2021 |
| ---- | ---- | ---- | ---- | ---- | ---- | ---- | ---- |
| Чел. | 54   | ↘ 38 | ↗ 53 | ↘ 52 | ↘ 51 | ↘ 50 | ↗ 58 |

## История
В Датской поземельной книге 1241 года упоминается деревня Padagas, в письменных источниках 1726 года — Paddas (деревня и мыза).
На военно-топографических картах Российской империи (1846–1867 годы), в состав которой входила Эстляндская губерния, деревня обозначена как Паддасъ.

## Достопримечательности
- Мыза Пада (Паддас): в Государственный регистр памятников культуры Эстонии внесено 13 объектов мызного комплекса[13]. Главное здание мызы, построенное в 1782 году, сохранилось в руинах.
- Возле деревни Пада у шоссе Таллин—Нарва находится живописная ландшафтная зона. На два километра простирается природоохранный объект — долина реки Пада (площадь 177,1 га). Охраняемая природная территория утверждена решением Исполкома Совета народных депутатов Раквереского района № 198 от 11 декабря 1978 года[14]. В нескольких сотнях метров к югу от шоссе на правом притоке реки Пада есть маленький водопад Кохина (также Линнамяэ, Падаору).

- На территории деревни растёт находящаяся с 6 октября 1939 года под охраной государства раздвоенная сосна с живописной кроной (охват кроны около 15 метров, высота 12 метров, возраст примерно 400 лет). Хорошо видна с дороги Пада—Сонда. Её называют Петровской сосной: согласно одному преданию её посадил Пётр I, другому — он под ней однажды отдыхал[15][16].
- Древние городища Пада: находятся рядом с шоссе Таллин—Нарва, на правом берегу реки Пада. Малое городище Пада (городище I) датируется VI веком. Большое городище Пада (городище II) в виде мощного укрепления было возведено в XI веке. В 1986—1987 годах был восстановлен вход в большое городище[17][18][19].
- В Пада есть несколько древних каменных кладбищ. При их раскопках было найдено 499 артефактов, в том числе множество колец, брошей, браслетов, ножей и других предметов, в том числе эмалированная подковообразная фибула — одна из самых красивых в Эстонии. Захоронения относятся ко II—VI векам, часть находок также свидетельствует о том, что там хоронили и в XVII—XVIII веках[20][21].
- Во второй половине 1970-х годов на территории деревни Пада было обнаружено множество маломерных священных камней. На полях к югу от Петербургского шоссе зарегистрировано 42 таких объекта[21].

## Комментарии
1. ↑  Эстонские топонимы, оканчивающиеся на -а, не склоняются и не имеют женского рода (исключение — Нарва)[6].